# Robert Kranjec
Robert Kranjec (Kranj, 16 luglio 1981) è un ex saltatore con gli sci sloveno.

## Biografia
In Coppa del Mondo ha esordito il 13 marzo 1998 a Trondheim (48°), ha ottenuto il primo podio il 1º marzo 2002 a Lahti (3°) e la prima vittoria il 26 novembre 2005 a Kuusamo. Nel 2010 e nel 2012 si è aggiudicato la Coppa di specialità di volo.
In carriera ha preso parte a quattro edizioni dei Giochi olimpici invernali, Salt Lake City 2002 (15° nel trampolino normale, 11° nel trampolino lungo, 3° nella gara a squadre), Torino 2006 (41° nel trampolino normale, 49° nel trampolino lungo, 10° nella gara a squadre), Vancouver 2010 (6° nel trampolino normale, 9° nel trampolino lungo, 8° nella gara a squadre) e Soči 2014 (37º nel trampolino lungo, 5º nella gara a squadre), a quattro dei Campionati mondiali, vincendo una medaglia, e ad otto dei Mondiali di volo, vincendo due medaglie.

## Palmarès

### Olimpiadi
- 1 medaglia:
  - 1 bronzo (gara a squadre a Salt Lake City 2002)

### Mondiali
- 1 medaglia:
  - 1 bronzo (gara a squadre a Oslo 2011)

### Mondiali di volo
- 2 medaglie:
  - 1 oro (individuale a Vikersund 2012)
  - 1 bronzo (gara a squadre a Vikersund 2012)

### Coppa del Mondo
- Miglior piazzamento in classifica generale: 6º nel 2013
- Vincitore della Coppa del Mondo di volo con gli sci nel 2010 e nel 2012
- 43 podi (27 individuali, 16 a squadre)
  - 15 vittorie (7 individuali, 8 a squadre)
  - 9 secondi posti (6 individuali, 3 a squadre)
  - 19 terzi posti (14 individuali, 5 a squadre)

#### Coppa del Mondo - vittorie
| Data             | Località          | Nazione   | Trampolino                                                          |
| ---------------- | ----------------- | --------- | ------------------------------------------------------------------- |
| 26 novembre 2005 | Kuusamo           | Finlandia | Rukatunturi HS142                                                   |
| 9 gennaio 2010   | Tauplitz          | Austria   | Kulm HS200                                                          |
| 15 gennaio 2012  | Tauplitz          | Austria   | Kulm HS200                                                          |
| 19 febbraio 2012 | Oberstdorf        | Germania  | Heini Klopfer HS213 (con Jurij Tepeš, Jure Šinkovec e Peter Prevc)  |
| 16 marzo 2012    | Planica           | Slovenia  | Letalnica HS215                                                     |
| 11 gennaio 2013  | Zakopane          | Polonia   | Wielka Krokiew HS134 (con Jurij Tepeš, Jaka Hvala e Peter Prevc)    |
| 27 gennaio 2013  | Vikersund         | Norvegia  | Vikersundbakken HS225                                               |
| 9 febbraio 2013  | Willingen         | Germania  | Mühlenkopf HS145 (con Jurij Tepeš, Jaka Hvala e Peter Prevc)        |
| 23 marzo 2013    | Planica           | Slovenia  | Letalnica HS215 (con Jurij Tepeš, Peter Prevc e Andraž Pograjc)     |
| 23 novembre 2013 | Klingenthal       | Germania  | Vogtland Arena HS140 (con Jurij Tepeš, Jaka Hvala e Peter Prevc)    |
| 18 gennaio 2014  | Zakopane          | Polonia   | Wielka Krokiew HS134 (con Jurij Tepeš, Jernej Damjan e Peter Prevc) |
| 21 marzo 2015    | Planica           | Slovenia  | Letalnica HS225 (con Jurij Tepeš, Anže Semenič e Peter Prevc)       |
| 6 febbraio 2016  | Oslo Holmenkollen | Norvegia  | Holmenkollen HS134 (con Jurij Tepeš, Domen Prevc e Peter Prevc)     |
| 12 febbraio 2016 | Vikersund         | Norvegia  | Vikersundbakken HS225                                               |
| 18 marzo 2016    | Planica           | Slovenia  | Letalnica HS225                                                     |

#### Nordic Tournament
- 1 podio di tappa[1]:
  - 1 terzo posto